# Barry Parkhill
Barry Parkhill (Filadelfia, 10 maggio 1951) è un ex cestista e allenatore di pallacanestro statunitense, professionista nella ABA.

## Carriera
Venne selezionato dai Portland Trail Blazers al primo giro del Draft NBA 1973 (15ª scelta assoluta).

## Palmarès

### Giocatore
- NCAA AP All-America Second Team (1972)